# 沙格镇
沙格镇（阿拉伯语：‎）是突尼斯北部的一处古罗马遗迹，位于首都突尼斯市西南约106公里处，巴杰省泰布尔苏格附近。约始建于公元前6世纪末。曾为努米底亚的行政中心，在古罗马和拜占庭时代达到鼎盛，在伊斯兰统治时期逐步衰落。目前遗址仍有大量气势恢宏的建筑群。1997年被联合国教科文组织列为世界遗产。